# Російський культурний центр у Львові
Росі́йський культу́рний це́нтр у Льво́ві (рос. Русский культурный центр во Львове) — колишня громадсько-політична організація російської діаспори що діяла з 1990 року (фактично з 1996 р.) до травня 2017 р. у Львові на вулиці Короленка, 1А.

## Історія
РКЦ було засноване при російському Пушкінському товаристві, на прохання якого міська влада Львова в жовтні 1990 року виділила будівлю кінотеатру ім. Короленка (вул. Короленка, 1а), яка межує з територією Церкви святого Георгія Московського патріархату. Будівля знаходиться неподалік центру міста.
У квітні 1994 року в занедбаному будинку було полагоджено перше приміщення, «малий зал». У квітні 1996 року завершено ремонт великого, актового залу. Саме цю дату можна вважати початком роботи РКЦ, оскільки до цього приміщення були зовсім не придатні для проведення культурних або масових заходів. Ремонтом займалися члени Російського товариства ім. О. С. Пушкіна, які організовували для цього толоки. Кошти на проведення ремонту та оплату великих боргів за комунальні послуги надали місцеві підприємці, в основному Олександр Свистунов. Раніше місцем проведення концертів і зборів зазвичай виступав Обласний будинок офіцерів, а також театр ім. Заньковецької, Палац залізничників та актова зала школи № 35.
Центр став першою з організацій цього напряму, створених на теренах колишнього СРСР, й тривалий час був єдиним на території України.
У січні 1997 року в «малому залі» відкрито бібліотеку, яку зібрали члени Російського товариства ім. О. С. Пушкіна.
Першим директором РКЦ став засновник Товариства ім. О. С. Пушкіна С. А. Сокуров. З липня 2005 року посаду директора РКЦ та голови Товариства ім. О. С. Пушкіна займав Олег Петров.

## Закриття

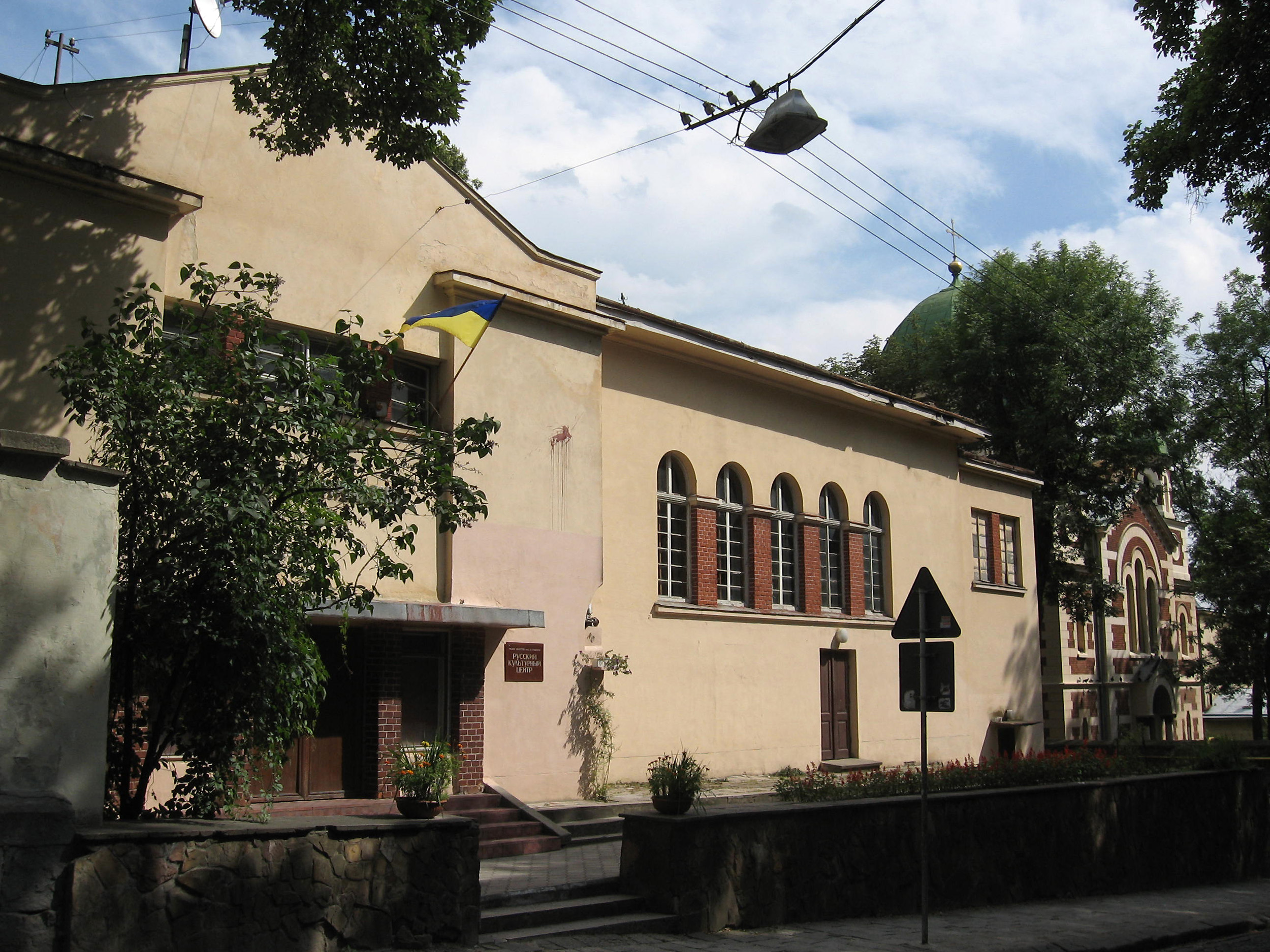
Колишнє приміщення російського культурного центру

25 жовтня 2016 року на сесії Львівської обласної ради депутати прийняли рішення про виселення Російського культурного центру з комунального приміщення на вулиці Короленка, 1А.
У тексті рішення йшлося про те, що приміщення мало повернутися у власність комунальної установи «Нерухомість і майно», а після ремонт має здаватися в оренду організаціям, що здійснюють діяльність, пов'язану з АТО. Текст рішення депутатам запропонувала тимчасова контрольна комісія, яка від січня 2016 року вивчала це питання.
Після того, як можливість виселення Російського культурного центру обговорили на засіданні депутатської комісії комунального майна, представники російської спільноти у Львові звернулися до президента Петра Порошенка по захист від «сваволі депутатів і чиновників Львівщини», однак тут радше відіграло роль господарське питання. У 1999 році РКЦ встановили символічну плату за оренду: 5 гривень на місяць. Саме відсутність адекватної плати за оренду приміщення в центрі міста стало одним із зауважень тимчасової контрольної комісії Львівської облради, яка понад пів року вивчала це питання. Ще в березні депутатів обурило те, що за приміщенням належним чином не стежать, а за оренду нічого не платять. Тож, 7 грудня 2016 року Господарський суд Львівської області зобов'язав Російський культурний центр звільнити приміщення на вул. Короленка, 1А.
Після цього ЛОР вимагала у Російського культурного центру звільнити комунальні приміщення до 14 листопада. Оскільки цього не було зроблено, юристи облради подали позов про примусове виселення.
4 травня виконавча служба управління юстиції Львівщини разом із Національною поліцією примусово виселили російський культурний центр із приміщення Львівської обласної ради на вул. Короленка 1а.
13 жовтня 2018 року у будівлі колишнього Центру врочисто відкрили «Будинок воїна» — осередок для учасників й ветеранів Російсько-української війни. Він був створений спільними зусиллями обласної влади та громадськості міста. Попередньо була здійснена реконструкція приміщення за близько 6,2 млн ₴.

## Антиукраїнська пропаганда
Заступник голови Львівської облради Володимир Гірняк звернувся до СБУ з приводу виявлених у приміщенні Російського культурного центру у Львові примірників газети «Русский вестник» з антиукраїнськими пропагандистськими матеріалами. Про це він заявив 12 листопада.
"Кілька номерів газети виявили працівники облради під час огляду приміщення на Короленка,1А, де поки ще розташовуються російські товариства. Я не буду давати експертної оцінки, але, як громадянин, проаналізувавши публікації «Русского вестника», я був шокований — це відверта антиукраїнська пропаганда, що продукується буквально у якихось 200 метрах від обласної ради, — сказав Володимир Гірняк. — Можу процитувати: «…Наші політики „проспали“ цей процес реабілітації нацистських посіпак, усіх цих „героїв“ ОУН-УПА…». Або возвеличування Сталіна з називанням його «Богом даним нам правителем». Або передруки антиукраїнських статей Бузини. Усе це «Русский вестник».
Редактор «Погляду» Роман Онишкевич на своїй сторінці у Facebook навів ще кілька цитат з матеріалів «Русского вестника», які викликають особливе обурення: «Тепер настав час реабілітувати Сталіна… Так, Сталін нам дано Богом, він створив таку державу, яку скільки не розвалюють, а не можуть до кінця розвалити…», «…З ймовірністю 99% Росія знову не з'явиться на війну. Воювати доведеться з арміями ДНР/ЛНР, які можуть отримати посилення за рахунок населення регіонів, що звільняються. Тобто війна залишиться громадянською».
Слідчі УСБУ у Львівській області відкрили 28 грудня кримінальне провадження за ознаками розпалювання національної ворожнечі в газеті Російського культурного центру у Львові «Русский вестник». Про це повідомила речниця львівського СБУ Мирослава Клячківська.
Зокрема, відверті прояви міжнаціональної нетерпимості, приниження національної честі і гідності українців, розпалювання міжнаціональної ворожнечі виявлено в інтерв'ю Марини Перевозкіної з російським політиком В'ячеславом Ігруновим «Прозрение либерала», а також у кількох статтях політолога Ростислава Іщенка — «Кто станет сакральной жертвой?», «На грани» і «Почему Порошенко должен уйти».